# Давня українська література
Давня українська література — частина української літератури від найдавніших часів до кінця XVIII ст., яка створювалася на українських етнічних землях різними мовами (староукраїнською, латинською, польською, російською та ін.) Початковий і найтриваліший період розвитку українського письменства, його фундамент, на якому пізніше розвинеться нова українська література. Вона, постійно розвиваючись, змінювалася, виробляла свою жанрову систему, зумовлену характером тогочасного мислення як авторів, так і читачів, а також нерозривним зв'язком її з історією, релігією, філософією, великою залежністю стилю твору від жанру.

## Датування та періодизація
Відлік літературного часу починається з XI ст., оскільки найстаріший рукопис Остромирового Євангелія датований 1056—1057 рр.
Вивчення давньої української літератури почалось у XIX ст., і відразу постало питання національної приналежності літератури. Спадщиною українського народу є все те, що було створене на території сучасної України її автохтонним населенням від найдавніших часів до сучасного періоду.
Періодизація за М. Максимовичем:
1 — із 60-х років IX ст. до середини XI ст.
2 — із середини XI ст. — до 1125 року.
3 — із 1125 р.(від смерті Володимира Мономаха) — до 70-х рр. 13 ст.

За С. Єфремовим:
1. Доба національно-державної самостійності до з'єднання з Литвою і Польщею. Спроби витворити громадсько-державні форми, в писемності — візантійський вплив. Доба ділиться на 2 періоди: до татарська — доба розвитку, по татарська — занепаду.
2. Доба національно — державної залеглості від кінця XIV до кінця XVIII cт.
3. Доба національного відродження від кін. XVIII ст.

За Д. Чижевським:
І період — доба монументального стилю, що охоплює XI ст. Традиційно у підручниках ця епоха називається періодом Київської Русі. Вона принесла українській літературі такі визначні пам'ятки, як «Повість минулих літ», «Київський літопис», житія Бориса та Гліба, житіє Феодосія Печерського;
II період — XII — середина XIII ст. Доба орнаментального стилю. Літературна творчість побутувала в жанрах, зафіксованих ще в попередню епоху, проте відбувалося їх олітературення. Продовжує побутувати літописання (Галицько-Волинський, Західно-Руський), агіографія, ораторська проза. Це був час і рукописних збірників, які вбирали в себе пам'ятки Київської Русі, зберігаючи їх від знищення. Особливо був поширений на українських землях «Ізмарагд», що вміщав понад 150 проповідей. Здійснювалися також нові переклади Євангельських текстів, укладалися нові «Четьї-Мінеї»;
III період — переходова доба, XIV—XV ст.;
IV період — український ренесанс та реформація (кінець XV — кінець XVI ст.). Впроваджується латиномовна та польськомовна література, виходять перші друковані книжки. Представниками були Юрій Дрогобич, Павло Русин, Станіслав Оріховський та ін. їх творчість визначала культурну переорієнтацію України на Європу і сприяла її виходові з консервативної ізольованості. Більшість літературознавців відносить до цього періоду і деякі зразки полемічної прози;
V період — українське бароко (кінець XVI—XVIII ст.). У цей час спостерігається культурний спалах, який приніс в українську літературу багато нового, наприклад, шкільну драму, україномовні вірші; модифікуються традиційні жанри — ораторська проза та літописання.
За Ігорем Ісіченком:
1. Література Середньовіччя (кінець X — середина XV ст)
а) раннє (до кінця X ст.)
б) зріле (XI-XII ст.)
в) пізнє (XIII — середина XV ст.)
2. Література Ренесансу (середина XV — XVI ст.)
3. Література Бароко (XVII — XVIII ст.)
а) раннє (1 третина XVII ст.)
б) зріле (30-ті роки XVII ст. — 10-ті роки XVIII ст.)
в) пізнє (20-90-ті роки XVIII ст.)

## Основні риси
1) Здебільшого рукописний характер. Первинний текст (протограф), з якого списували копії частково або повністю, до сучасного читача не завжди доходив. Списки фігурували як варіанти протографа. Створювалися також компіляції — своєрідні комбінації з різних текстів. Книги писалися кирилицею, так званим уставом, пізніше — напівуставом. При переписуванні допускалися зміни, скорочення, розширення тексту. Тому існує багато редакцій відомих творів («Києво-Печерський патерик», «Повість минулих літ» та ін.).
2) Тоді ще не розвинулось почуття авторської власності, тексти багатьох творів не зберегли ні імені їхніх авторів, ні дат написання.
3) Теоцентризм. У ті часи література великою мірою була пов'язана з церквою. Завдяки християнізації Русі Біблія стала важливим джерелом і взірцем для письменства. Це стосується й інших творів ранньовізантійської доби.
4) Символізм та алегоризм. Мистецтво тлумачення символів та алегорій є сферою літературної герменевтики.
5) Своєрідність авторської свідомості, яка формувалася під впливом середньовічних уявлень про те, що книжник є не творцем, а виконавцем волі Божої. Тож середньовічний автор не прагнув до індивідуального самовираження, а орієнтувався на апробовані взірці. Він вишукував цитати у Святому Письмі, використовував готові штампи, кліше, словесні формули. Не мислячи себе організувальним центром написання книг, книжники свої твори здебільшого не підписували.
6) Нові редакції творів з'являлися під впливом змін літературних смаків (редакція літописів, Києво-Печерський патерик).
7) Багатомовність — явище, характерне для середньовічної та барокової літератури різних народів. Давня українська література писана церковнослов'янською, руською, латинською, польською, староукраїнською мовами.

## Труднощі вивчення давньої української літератури
Вивчення давньої української літератури має свою специфіку і певні пізнавальні труднощі.
По-перше, це мовний бар'єр, адже більшість творів давнини створено такою книжною (літературною) мовою, яка відрізняється від новочасної, тому для читання і розуміння давніх текстів необхідні філологічні знання та навички.
По-друге, давнє письменство належить до середньовічного типу літератур, а це означає, що воно розвивалося за відмінними від новоєвропейських естетичних систем канонами й правилами, мало свою систему жанрів та специфічний набір художніх засобів. Відтак слід спершу ознайомитися із ключовими поняттями тогочасного літературного життя і в жодному разі не міряти давні твори мірками нової літератури.
По-третє, художній світ давнини навряд чи зможе викликати у сучасного читача естетичні почуття такого порядку, як літературні твори XIX чи XX ст., тому можуть видатися непривабливими й неактуальними з естетичного погляду.

## Перекладна та оригінальна література
Давню літературу можна поділити на дві групи:
| Перекладна 1. Біблія 2. Апокрифи 3. Агіографії 4. Перекладні повісті, напр. «Александрія» 5. Житійна література 6. Природничо-наукова література 7. Збірники афоризмів 8. Хронографи та ін. | Оригінальна 1. Літописи 2. «Повчання Володимира Мономаха…» 3. Агіографії 4. Апокрифи 5. Житія 6. «Слово про похід Ігорів» та ін. |

## Жанри
Давній українській літературі властиві такі жанри:
- апокриф — біблійно-релігійні тексти, що виникли в межах біблійної традиції, але офіційно не були визнані священиками й не ввійшли до канону Біблії — чи то юдейського, чи то християнського. Вони часто визнавалися не лише помилковими, хибними, а й облудними, фальшивими (Наприклад: «Дитинство Ісуса», «Ходіння Богородиці по муках», «Бунт Люципера та ангелів» тощо). Найпопулярнішими були апокрифи есхатологічні — про потойбічне життя, про рай і пекло, про кінець світу і страшний суд.
- житія (агіографія) — жанр християнської історично-біографічної літератури, у якій описувалося життя святих і аскетів-подвижників. Повчальна література, мета якої полягає у створенні позитивного ідеалу християнина. Ієрархічна типологія агіографічної літератури визначається типом героїв: мученики, сповідники, святителі, преподобні, стовпники. Відповідно розрізняються види житій — мученицькі, сповідницькі, святительські, преподобницькі, стовпницькі тощо. На Русі агіографічна література почала розповсюджуватися з прийняттям християнства і стала найбільш продуктивною і масовою з-поміж інших видів літератури. Як літературний твір житія відрізняються від біографії культовою спрямованістю: його мета — дати взірець подвижництва для наслідування, життя і подвиги святих розглядаються як приклад для наслідування, його страждання — як знак Божественної обраності. Орієнтуючись на Святе Писання, житіє зазвичай відповідає на центральні питання людського буття з християнських позицій.
- літопис — найраніший вид оригінальної києворуської літератури, своєрідна форма літературно-історичного твору, де в хронологічному порядку розміщувалися розповіді про історичні події. Самі події об'єднані за річними чи «порічними» статтями (порічні записи). Цим літописи принципово відрізняються від відомих у Київській Русі візантійських хронік, у яких події були розподілені не за роками, а за царюванням імператорів. Серед перших літописних пам'яток слов'ян науковці називають Літопис попа Дуклянина, хроніки Галла Ананіма і Кузьми Празького і, звичайно, Нестора, до складу якої, імовірно, увійшов гіпотетичний Літопис Аскольда (860—866), реконструйований М.Брайчевським. Спочатку літописи в Київській Русі мали характер коротких записів про різні події, їх вели спершу при дворі князя, згодом у монастирях. Такі записи почалися в X ст. В XI ст. з'явилися літописні зведення, автори яких ставили вже собі певну мету — пов'язати ці записи з політичним життям. Перше таке зведення було докладно зроблено за 1037—1039 роки в Києво-Печерській лаврі. Продовження цього зведення був літопис, автором якого вважають ченця Києво-Печерського монастиря Никона Великого, який довів літопис від 1060—1073 р. У 1037—1039 рр. постало третє літописне зведення, відоме як Початковий літопис, у ньому автор проводить ідею єдності Русі. 1113 року було завершене ченцем Нестором четверте літописне зведення, назване ним «Повѣсть временных лѣт».

- повчання — це жанр давньої української літератури, написаний у формі відкритих листів, промов. Наприклад, «Повчання Володимира Мономаха».
- слово — ораторський жанр церковно-релігійного й повчального змісту в Київській Русі («Слово про закон і благодать» митрополита Іларіона з першої половини XI ст.; вісім «Слів» Кирила Туровського з другої половини XII ст. та ін.), а також церковно-ораторська проза XVII ст. (наприклад, велика збірка церковних проповідей Л. Барановича «Труби словес проповідних», 1674). У Київський Русі «Слово» мало значення також поетичного сказання — поетичної повісті; найвизначніший зразок: «Слово о Полку Ігоревім» (XII ст.).,
- ходіння — жанр паломницької літератури. Наприклад, «Ходіння ігумена Даниїла» — пам'ятка Київської Русі XII століття, присвячена мандрівці до Палестини ігумена Даниїла, що була здійснена ним між 1106 і 1108 роками.
- трактат — літературний твір, як правило, наукового чи релігійного характеру.
- послання — різновид епістоли, літературний жанр, віршований та публіцистичний твір, написаний у формі листа або звернення до конкретного адресата чи широкого загалу.
- містерія — релігійна драма, що виникла на основі літургійного дійства. В основу містерії різдвяної та великодньої покладено біблійні сюжети. ,
- міракль — один із жанрів релігійно-повчальної драми, за основу якої бралися розповіді про «чуда», здійснені Богородицею та святими.
- мораліте — жанр повчальної алегоричної драми.
- інтермедія — невеличкий розважальний драматичний твір, який виконують між актами вистави.

## Стилі давньої української літератури
Епічний стиль (за Д. Лихачовим) визначається прагненням описати реальні історичні події мовою міфа, вводячи їх в історичну пам'ять народу. Оцінки подій даються з позицій традиційної народної моралі. Літературних пам'яток, де панівним стилем був би епічний, не збереглося. Натомість вплив епічного стилю помітний у тих частинах «Повісті временних літ» і «Галицько-Волинського літопису», які складені на фольклорній основі.
Монументальний стиль має такі характерні риси (за Д. Чижевським):
- думки часто концентруються в певну афористичну формулу, здебільшого наприкінці викладу. Іноді повторюється кілька разів протягом викладу. Літературне завдання твору або кожного розділу зосереджене на одній думці й рідко відходить від неї. Виклад «монотематичний».
- Часта неясність композиції, простота синтаксису. Мало дбає про те, аби надати елементам певного порядку. Окремі елементи просто йдуть один за одним. Типові відступи в тексті з кінцевою формулою: «повернімось до попереднього».
- Синтаксична простота. Виклад здебільшого з коротких речень, що уривчасто йдуть одне за одним, іноді повторюючи попереднє. Часті повторення того самого підмета або додатка в сусідніх реченнях або майже в кожному реченні: «ідіть до міста, а я завтра відступлю від міста та піду в своє місто».
- Любов до сталих формул, які часто повторюються в тому самому творі або розділі. Численні тексти Святого Письма або загальновживані формули. Самоповтори, самоцитування й охоче цитування інших.
- Паралелізм сусідніх речень або думок, висловлених у сусідніх реченнях. Паралелізм, посилюваний численними повтореннями окремих слів та імен.

Орнаментальний стиль позначається атмосферою порізнення християнського світу, спрямування хрестових походів проти Константинополя, поглиблення кризи внаслідок експансії степу. Половецькі набіги. Зростання небезпеки Володимир-Суздальської держави. Водночас набувають інтенсивности духовні шукання. На Заході поширюється ґотичний стиль.
Епоха Ренесансу та бароко приносить рішучу зміну в духовному житті. У цей період відбувається знайомство з античною літературною спадщиною, зміна характеру стосунків з загальноєвропейським контекстом, синтез жанрових пошуків. Інтегрування до європейської спільноти спричиняє поширення латинської мови і як реакцію — повернення до грецької мови та спроби унормування мови церковнослов'янської.